# Route nationale 426
Die Route nationale 426, kurz N 426 oder RN 426, war eine französische Nationalstraße, die von 1933 bis 1973 von Le Hohwald zum Rheinufer und ab 1967 über eine Brücke zur deutschen Grenze führte. Vor dem Bau des Rheinseitenkanales verlief die N426 östlich der (heute ehemaligen) N68 über die heutige D300 zur Rheinbrücke nach Ottenheim. Östlich der D52 (diese wurde zusammen mit dem Rheinseitenkanal angelegt) existiert noch zwischen dem Rheinseitenkanal und dem Rhein ein altes Stück der D426. Diese Brücke wurde 1985 durch einen etwa zwei Kilometer weiter südlich liegenden Neubau ersetzt.

## Seitenäste

### N 426a
Die Route nationale 426A, kurz N 426A oder RN 426A, war ein Seitenast der N 426, der von dieser abzweigte und auf den Gipfel des Mount Sainte-Odile führte, wo sie als Sackgasse endete. 1973 wurde die etwa einen Kilometer lange Straße zur Départementstraße 526 herabgestuft.

### N 426b
Die Route nationale 426B, kurz N 426B oder RN 426B, war ein Seitenast der N 426 der in den Ort Niedernai. 1973 wurde die etwa 200 Meter lange Straße zur Kommunalstraße herabgestuft.